# Platja dels Ponts
La platja dels Ponts és una petita platja natural del municipi de Sitges (Garraf), situada al massís de Garraf, entre la platja de la Caleta, a ponent, i la cala Forn, a llevant. Hi desemboca el torrent de la Creueta.